# Ilva Mare
Ilva Mare is een Roemeense gemeente in het district Bistrița-Năsăud.
Ilva Mare telt 14054 inwoners.